# Austerlitz
Austerlitz (с англ. — «Аустерлиц») — это компьютерная игра в жанре пошаговая стратегия, разработанная компанией Turcan Research и изданная компанией Personal Software Services. Она была выпущена в Великобритании и Германии для Amiga, Atari ST и MS-DOS в 1989 году. Также повторно выпущено компанией Mirror Image во Франции в 1991 году. Действие игры разворачивается во время одного из известнейших сражений наполеоновских войн — битвы при Аустерлице, где войска Наполеона обороняют австрийскую деревню Аустерлиц от вторжения армии Александра I.
Austerlitz была разработана Питером Турканом, который также разработал аналогичные пошаговые стратегии Waterloo и Borodino для Atari ST. Игра была анонсирована в выпуске журнала Crash от июля 1989 года. Austerlitz показывает поле боя в 3D перспективе, однако в игре нет звука.

## Геймплей
Игра представляет собой пошаговую стратегию, воссоздающую битву при Аустерлице, в которой войска под командованием Наполеона защищают австрийскую деревню Аустерлиц от вторжения австро-русской армии, возглавляемой Александром I и генералом Кутузовым. Игрок в начале может выбрать французскую или австро-русскую сторону. Действие игры начинается в 7 утра 2 декабря 1805 года и является серией ходов. Для того, чтобы переместить одно подразделение, игрок должен выбрать его и указать курсор в нужное место; однако движение разрешено только в свой ход. Также можно отдать и другие приказы своим подразделениям. Всего в игре есть семь приказов: «двигаться», «атаковать», «защищаться», «стрелять», «пребывать в резерве», «отступить» и «доложить».
Вращение карты с помощью компаса имеет важное значение для движения подразделения в нужном направлении. Приказ «двигаться» будет выполняться до тех пор, пока подразделение не достигнет своего места назначения или пока не погибнет под огнём противника. Каждый приказ отдаётся и показывается через командный блок в игре, который находится внизу экрана. Такие действия, как сражения между отрядами или потери, также объявляются игроку. Для того, чтобы атаковать противника с большого расстояния, игрок может приказать подразделению начать обстрел, нейтрализующий врага при успешном попадании. В игре нет звука.

## Отзывы
| Иноязычные издания | Иноязычные издания |
| Издание            | Оценка             |
| ------------------ | ------------------ |
| ACE                | 73/100             |
| Amiga Power        | 44 %               |
| Génération 4       | 79 %               |
| Power Play         | 73 %               |
| The Games Machine  | 82 %               |
| Tilt               | 16/20              |
| ST Format          | 92 %               |

После выпуска игра получила в основном положительные отзывы. Джон Хайклифф из The Games Machine высоко оценил историческую точность игры, заявив, что игрок, заинтересованный в эпохе действия, будут наслаждаться игрой. Однако Хайклифф выразил обеспокоенность медленными темпами игры. Ален Худжис-Лакур из Tilt похвалил её графику, заявив, что она превысила высокую планку, установленную другими военными играми. Марк Хайэм из ST Format поставил под сомнение историческую точность, заявив, что во время реального сражения французские силы часто использовали дымовые гранаты и критиковал отсутствие этого в игре. Тем не менее, Хайэм объявил игру отличной, заявив, что «нет другой подобной военной игры».
Марк Паттерсон из ACE похвалил гладкую анимацию и впечатляющую графику, однако он критиковал отсутствие звука в игре. Хайэм считал, что Austerlitz превосходит другие игры, выпущенные Personal Software Services, потому что она предлагает наиболее высокий уровень реализма. Люсинда Орр из Amiga Computing заявила, что графика «замечательная», но усомнилась в том, что игра — лучший симулятор наполеоновских войн в своём роде. Рецензент из Amiga Format сказал, что 3D-графика «величайшая» и заявил, что отсутствие звука было «последней вещью», в которой игрок нуждается, когда играет в серьёзную военную игру. Джонатан Дэвис из Amiga Power похвалил графику как единственную сторону хорошую сторону игры и критиковал медленный темп геймплея, сказав, что для него потребуется много часов и терпения. Рецензент Australian Commodore and Amiga review утверждал, что Austerlitz был разработан для серьёзного игрока, заявив, что сложность игры заставит «опытных военных игроков стать такими же счастливыми, как свиньи в грязи».